# Aynsley Dunbar
Aynsley Thomas Dunbar, född 10 januari 1946 i Liverpool, England, är en brittisk trummis. Han har spelat med ett stort antal artister så som John Mayall, Frank Zappa, David Bowie, Nils Lofgren, Mick Ronson, Journey, och Jefferson Starship. I slutet av 1960-talet ledde han även den egna gruppen The Aynsley Dunbar Retaliation som släppte fyra album.
Dunbars yngste son Dash fick diagnosen cancer i juni 1999 och dog den 9 maj 2000.

## Diskografi (urval)
Med John Mayall & the Bluesbreakers
- A Hard Road (1967)
- Looking Back (1969)
- So Many Roads (1969)
- Thru the Years (1971)

Med Eddie Boyd
- Eddie Boyd and His Blues Band Featuring Peter Green (1967)

Med Michael Chapman
- Rainmaker  (1969)

The Aynsley Dunbar Retaliation
- The Aynsley Dunbar Retaliation (July 1968)
- Doctor Dunbar's Prescription (December 1968)
- To Mum, From Aynsley & The Boys (Oct 1969)
- Remains to Be Heard (May 1970)
- Watchin' Chain (unknown; BYG 529501)

Med Blue Whale
- Blue Whale (1971)

Med Frank Zappa and the Mothers
- Chunga's Revenge (1970)
- Fillmore East - June 1971 (1971)
- 200 Motels (1971)
- Just Another Band from L.A. (1972)
- Waka/Jawaka (1972)
- The Grand Wazoo (1972)
- Apostrophe (') (1974)
- You Can't Do That on Stage Anymore, Vol. 1 (1988)
- You Can't Do That on Stage Anymore, Vol. 3 (1991)
- You Can't Do That on Stage Anymore, Vol. 6 (1992)
- Playground Psychotics (1992)
- The Lost Episodes (1996)
- Joe's Domage (2004)
- Quaudiophiliac (2004)
- Carnegie Hall (2011)
- Finer Moments (2012)
- Road Tapes, Venue 3 (2016)
- The Mothers 1970 (2020)
- Zappa - Original Motion Picture Soundtrack (2021)

Med Shuggie Otis
- Freedom Flight (1971)

Med Flo & Eddie
- The Phlorescent Leech & Eddie (album) (1972)
- Flo & Eddie (album) (1973)

Med David Bowie
- Pin Ups (1973)
- Diamond Dogs (1974)

Med Lou Reed
- Berlin (1973)

Med Herbie Mann
- London Underground (Atlantic, 1973)

Med Ava Cherry and the Astronettes
- People from Bad Homes  (1973)

Med Kathi McDonald
- Insane Asylum  (1974)

Med Mick Ronson
- Slaughter on 10th Avenue (1974)
- Play Don't Worry (1975)

Med Nils Lofgren
- Nils Lofgren (1975)
- Cry Tough (1976)

Med Ian Hunter
- All American Alien Boy (1976)

Med Journey
- Journey (1975)
- Look into the Future (1976)
- Next (1977)
- Infinity (1978)

Med Sammy Hagar
- Nine on a Ten Scale (1976)

Med Jefferson Starship
- Freedom at Point Zero (1979)
- Modern Times (1981)
- Winds of Change (1982)

Med Paul Kantner
- Planet Earth Rock and Roll Orchestra (1983)

Med Whitesnake
- 1987 (1987)

Med Ronnie Montrose
- The Diva Station (1990)

Med Pat Travers
- Just a Touch  (1992)
- Blues Magnet  (1994)
- P.T. Power Trio  (2003)

Med Mogg/Way
- Edge of the World (1997)

Med Mother's Army
- Fire on the Moon (1998)

Med Michael Schenker
- The Unforgiven (1998)
- Adventures of the Imagination (2000)

Med UFO
- Covenant (2000)
- Sharks (2002)

Med Leslie West
- Blues to Die For (2003)

Med Jake E. Lee
- Retraced (2005)

Med Keith Emerson
- Off the Shelf (2006)

Aynsley Dunbar
- Mutiny' ' (2008).